# Toutosa
Toutosa é uma povoação portuguesa do Município de Marco de Canaveses que foi sede da extinta Freguesia de Toutosa, freguesia que tinha 0,97 km² de área e 588 habitantes (2011), e, por isso, uma densidade populacional de 606,2 hab/km².
A Freguesia de Toutosa foi extinta, pela reorganização administrativa de 2013, sendo o seu território integrado na Freguesia de Santo Isidoro e Livração.
A Estação de Livração (linhas do Douro e do Tâmega) localiza-se no território desta antiga freguesia.

## População
| População da freguesia de Toutosa | População da freguesia de Toutosa | População da freguesia de Toutosa | População da freguesia de Toutosa | População da freguesia de Toutosa | População da freguesia de Toutosa | População da freguesia de Toutosa | População da freguesia de Toutosa | População da freguesia de Toutosa | População da freguesia de Toutosa | População da freguesia de Toutosa | População da freguesia de Toutosa | População da freguesia de Toutosa | População da freguesia de Toutosa | População da freguesia de Toutosa |
| --------------------------------- | --------------------------------- | --------------------------------- | --------------------------------- | --------------------------------- | --------------------------------- | --------------------------------- | --------------------------------- | --------------------------------- | --------------------------------- | --------------------------------- | --------------------------------- | --------------------------------- | --------------------------------- | --------------------------------- |
| 1864                              | 1878                              | 1890                              | 1900                              | 1911                              | 1920                              | 1930                              | 1940                              | 1950                              | 1960                              | 1970                              | 1981                              | 1991                              | 2001                              | 2011                              |
| 288                               | 319                               | 402                               | 426                               | 489                               | 441                               | 446                               | 471                               | 491                               | 488                               | 458                               | 539                               | 747                               | 557                               | 588                               |

| Distribuição da População por Grupos Etários | Distribuição da População por Grupos Etários | Distribuição da População por Grupos Etários | Distribuição da População por Grupos Etários | Distribuição da População por Grupos Etários | Distribuição da População por Grupos Etários | Distribuição da População por Grupos Etários | Distribuição da População por Grupos Etários | Distribuição da População por Grupos Etários | Distribuição da População por Grupos Etários |
| -------------------------------------------- | -------------------------------------------- | -------------------------------------------- | -------------------------------------------- | -------------------------------------------- | -------------------------------------------- | -------------------------------------------- | -------------------------------------------- | -------------------------------------------- | -------------------------------------------- |
| Ano                                          | 0-14 Anos                                    | 15-24 Anos                                   | 25-64 Anos                                   | > 65 Anos                                    |                                              | 0-14 Anos                                    | 15-24 Anos                                   | 25-64 Anos                                   | > 65 Anos                                    |
| 2001                                         | 89                                           | 83                                           | 307                                          | 78                                           |                                              | 16,0%                                        | 14,9%                                        | 55,1%                                        | 14,0%                                        |
| 2011                                         | 93                                           | 64                                           | 345                                          | 86                                           |                                              | 15,8%                                        | 10,9%                                        | 58,7%                                        | 14,6%                                        |

## Património
- Casa do Ribeiro

## Saúde
Em 2017, cerca de 20% da população de Toutosa tem problemas oncológicos. 
Diversas entidades de saúde dizem estar a recolher dados sobre o alarmante número de casos de cancro entre a população de Toutosa. 
Um levantamento dos casos existentes identificou 37 casos de doentes oncológicos em apenas sete ruas que circundam a igreja matriz da aldeia. E que, de 1997 a 2017, 26 dessas pessoas morreram.